# Pacific Overtures
Pacific Overtures és un musical amb música i lletra de Stephen Sondheim i un llibret de John Weidman.
Ambientada al Japó del segle xix, explica la història de l'occidentalització del país a partir del 1853, quan els vaixells nord-americans el van obrir per la força a la resta del món. La història està explicada des del punt de vista dels japonesos, i se centra especialment en la vida de dos amics que es veuen atrapats pel canvi.
Sondheim va escriure la partitura en un estil quasi japonès de quarts paral·lels i sense to principal. No va utilitzar l'escala pentatònica; el 4t grau de l'escala major està representat des del número inicial fins al final, ja que Sondheim va trobar només cinc llançaments massa limitants. La música contrasta la contemplació japonesa ("There is No Other Way") amb la ingenuïtat occidental ("Please Hello"), mentre que al llarg dels 127 anys, les harmonies occidentals, la tonalitat i fins i tot les lletres s'infonen a la partitura. La partitura es considera generalment un dels esforços més ambiciosos i sofisticats de Sondheim.
La producció original de Broadway de Pacific Overtures l'any 1976 es va posar en escena a l'estil del Kabuki, amb homes interpretant papers de dones i canvis d'escenari fets a la vista de l'audiència per tramoistes vestits de negre. Va obrir crítiques diverses i va tancar al cap de sis mesos, tot i estar nominat a deu premis Tony.
Donades les seves exigències de càsting i producció inusuals, Pacific Overtures continua sent un dels musicals menys interpretats de Stephen Sondheim. L'espectacle és presentat ocasionalment per companyies d'òpera. El repartiment requereix una gran quantitat d'actors asiàtics masculins dotats que han d'interpretar papers masculins i femenins. Les dones s'incorporen al conjunt només per la meitat de l'última cançó; durant el final, després del vers “more surprises next,” 20 actrius s'uneixen al repartiment i canten l'1:42 restant de l'espectacle. Això crea càstings cars i desafiants i, per tant, la majoria de teatres, universitats i escoles regionals i comunitaris no poden produir-lo.
El revival més recent del 2017 a Classic Stage Company, dirigit per John Doyle i protagonitzat per George Takei com a The Reciter, va comptar amb un repartiment de només 10 persones, 8 homes i 2 dones. També va incloure un llibre revisat de John Weidman que tenia un temps d'execució de 90 minuts (en comparació amb el temps d'execució original de 2 hores i 30 minuts anteriors).

## Títol
El títol de l'obra prové directament del text d'una carta de l'almirall Perry dirigida a l'Emperador datada el 7 de juliol de 1853:
| « | Molts dels grans vaixells de guerra destinats a visitar el Japó encara no han arribat a aquests mars, encara que s'esperen cada hora; i el sotasignat, com a prova de les seves intencions amigues, n'ha portat només quatre dels més petits, dissenyant, si fos necessari, tornar a Edo a la primavera següent amb una força molt més gran, però s'espera que el govern de vostra majestat imperial faci innecessari aquest retorn, accedint immediatament a les obertures molt raonables i pacífiques contingudes a la carta del President, i que serà explicada pel sotasignat en la primera ocasió oportuna. | » |

A més de jugar amb el terme musical "obertura" i la referència geogràfica a l'oceà Pacífic, també hi ha la ironia, revelada a mesura que es desenvolupa la història, que aquestes "obertures del Pacífic" per iniciar l'explotació comercial de la nació del Pacífic estaven avalades per una amenaça d'usar la força gens subtil.

## Produccions
Pacific Overtures es va estrenar a Boston i va representar-se al Kennedy Center durant un mes abans d'estrenar-se a Broadway al Winter Garden Theatre l'11 de gener de 1976. Es va tancar després de 193 funcions el 27 de juny de 1976. Dirigida per Harold Prince, la coreografia va ser de Patricia Birch, l'escenografia de Boris Aronson, el disseny de vestuari de Florence Klotz i el disseny de la il·luminació de Tharon Musser. L'enregistrament original del repartiment va ser publicat originalment per RCA Records i més tard en CD. Aquesta producció va ser nominada a 10 premis Tony i va guanyar els premis a la Millor escenografia (Boris Aronson) i Millor vestuari (Florence Klotz). La producció original de Broadway va ser filmada i emesa a la televisió japonesa el 1976
Una producció off-Broadway es va presentar al Promenade Theatre el 25 d'octubre de 1984 durant 109 representacions, transferint-se d'una producció anterior a la York Theatre Company. Dirigida per Fran Soeder amb coreografia de Janet Watson, el repartiment comptava amb Ernest Abuba i Kevin Gray.
L'estrena europea va ser dirigida per Howard Lloyd-Lewis (Library Theatre, Manchester) al Wythenshawe Forum l'any 1986 amb la coreografia de Paul Kerryson que posteriorment va dirigir l'espectacle el 1993 al Leicester Haymarket Theatre. Ambdues produccions van comptar amb Mitch Sebastian en el paper del comodor Perry.
L'English National Opera va muntar una producció a Londres el 1987. La producció es va gravar íntegrament en CD, conservant gairebé tot el llibret així com la partitura.
Una producció del Chicago Shakespeare Theatre de 2001 aclamada per la crítica, dirigida per Gary Griffin, es va traslladar al Donmar Warehouse del West End, on va funcionar des del 30 de juny de 2003 fins al 6 de setembre de 2003 i va rebre el 2004 el premi Olivier a la producció musical més destacada.
L'any 2002 el New National Theatre de Tòquio va presentar dos compromisos limitats de la seva producció, que es va representar en japonès amb supertítols en anglès. La producció va tenir lloc a Avery Fisher Hall, Lincoln Center del 9 de juliol de 2002 al 13 de juliol, i després al Teatre Eisenhower, Kennedy Center, des del 3 de setembre de 2002 fins al 8 de setembre.
Un revival a Broadway de la Roundabout Theatre Company (un muntatge en anglès de l'anterior producció del New National Theatre de Tòquio) va tenir lloc al Studio 54 del 2 de desembre de 2004 al 30 de gener de 2005, dirigit per Amon Miyamoto i protagonitzat per BD Wong com a el Narrador i diversos membres del repartiment original. PS Classics va publicar un nou enregistrament a Broadway, amb noves orquestracions (reduïdes) de Jonathan Tunick, amb material addicional no inclòs a l'àlbum de repartiment original. La producció va ser nominada a quatre premis Tony, inclòs el de Millor revival de musical. Les orquestracions es van "reduir" per a una orquestra de 7 peces. Variety va assenyalar que "l'ús intensiu de llaüts i instruments de percussió tradicionals, com ara blocs de fusta, campanes i tambors, mostra l'artesania que hi ha darrere d'aquesta partitura amb un sabor distintament japonès".
El 2017, Classic Stage Company va reviure Pacific Overtures per a una tirada limitada Off-Broadway, amb un nou llibre abreujat de John Weidman i noves orquestracions de Jonathan Tunick. Aquesta producció va ser dirigida pel director artístic actual John Doyle i protagonitzada per George Takei com el Recitador. Va començar les prèvies el 6 d'abril de 2017 i es va obrir el 4 de maig de 2017. Originalment previst per tancar-se el 27 de maig, es va ampliar dues vegades i es va tancar el 18 de juny de 2017. Aquesta producció va ser una selecció del New York Times Critic's Pick, Variety 's 2017 Top 5 NY Theatre Production i Hollywood Reporter's 2017 Top 10 NY Theatre Production. També va rebre nombroses nominacions pels premis Drama Desk, Drama League, Outer Critics Circle i Lucille Lortel. Aquesta versió va ser un acte únic de 90 minuts amb un repartiment de 10 membres amb vestits moderns i va incloure totes les cançons de la producció original excepte "Chrysanthemum Tea" i va eliminar el número instrumental/dansa "Lion Dance".

## Argument
Acte I
Concebut com la versió d'un dramaturg japonès d'un musical nord-americà sobre les influències americanes al Japó, Pacific Overtures comença el juliol de 1853. Com que els estrangers van ser expulsats de l'imperi insular, explica el Recitador, en altres llocs es lluiten guerres i les màquines ressonen, però a Nippon es planta l'arròs, s'intercanvien reverències i gaudeix de pau i serenor, i no hi ha hagut res que amenaci el cicle invariable dels seus dies ("The Advantages of Floating in the Middle of the Sea"). Però el president Millard Fillmore, decidit a obrir el comerç amb el Japó, ha enviat el comodor Matthew C. Perry a través del Pacífic.
Per a consternació de Lord Abe i els altres consellers del Shogun, els problemes comencen amb l'aparició de Manjiro, un pescador que s'havia perdut al mar i va ser rescatat pels nord-americans. Ha tornat al Japó i ara intenta avisar les autoritats dels vaixells de guerra que s'acosten, però en canvi és arrestat per associar-se amb estrangers. Un samurai menor, Kayama Yezaemon, és nomenat prefecte de policia a Uraga per expulsar els nord-americans, una notícia que deixa a la seva dona Tamate afligida, ja que Kayama certament fracassarà i tots dos hauran de cometre seppuku. Quan se'n va, ella expressa els seus sentiments en la dansa mentre dos observadors descriuen l'escena i canten els seus pensaments i paraules ("There Is No Other Way"). Mentre un pescador, un lladre i altres locals relaten la visió dels "Quatre dracs negres" rugint pel mar, una caricatura oriental extravagant del USS Powhatan arriba al port. En Kayama és enviat a reunir-se amb els nord-americans, però se'n riu i es rebutja perquè no és prou important. Demana l'ajuda de Manjiro, l'únic home al Japó que ha tractat amb nord-americans, i disfressat com un gran senyor Manjiro aconsegueix una resposta d'ells: el comodor Perry ha de conèixer el shogun d'aquí a sis dies o, si no, bombardejarà la ciutat. Davant d'aquest ultimàtum, el Shogun es nega a comprometre's amb una resposta i es va al llit. Exasperada per la seva indecisió i procrastinació, la seva Mare, amb elaborada cortesia, l'enverina ("Chrysanthemum Tea").
Kayama idea un pla pel qual els nord-americans poden ser rebuts sense posar tècnicament un peu a terra japonesa, gràcies a una coberta de tatamis i una casa del Tractat elevada, per la qual és nomenat governador d'Uraga. Ell i Manjiro marxen cap a Uraga, forjant un vincle d'amistat mitjançant l'intercanvi de "Poemes". Kayama ha salvat el Japó, però és massa tard per salvar la Tamate: quan Kayama arriba a casa seva, descobreix que està morta, havent comès seppuku després d'haver rebut notícies de Kayama durant molts dies. Els esdeveniments ja van més enllà del control de l'antic ordre: els dos homes passen per davant d'una senyora que instrueix a les seves noies oiranes sense experiència en l'art de la seducció mentre es preparen per a l'arribada dels diables estrangers ("Welcome to Kanagawa").
El comodor Perry i els seus homes desembarquen i, en la seva "Marxa a la Casa del Tractat", demostren la seva bona voluntat oferint regals com dues bosses de patates irlandeses i una còpia de la "Geologia de Minnesota" d'Owen. Les negociacions en si s'observen a través dels records de tres que hi eren: un guerrer amagat sota el terra de la Casa dels Tractats que podia escoltar els debats, un noi jove que podia veure l'acció des de la seva perxa a l'arbre de fora, i el nen com un vell recordant que sense algú a un arbre, un observador silenciós, la història està incompleta ("Someone In a Tree"). D'entrada, sembla com si Kayama hagi guanyat; els americans marxen en pau. Però la figura bàrbara del comodor Perry salta per interpretar una "dansa del lleó" tradicional de Kabuki, que acaba com un pavonejant, triomfalista,
Acte II
El nen emperador (retratat per un titella manipulat pels seus consellers) reacciona amb plaer a la marxa dels nord-americans, promovent Lord Abe a Shogun, confirmant Kayama com a governador d'Uraga i elevant Manjiro al rang de Samurai. Sembla que la crisi ha passat, però, per disgust de Lord Abe, els nord-americans tornen a demanar acords comercials formals. Amb el to d'una marxa de Sousa, un ambaixador nord-americà fa una oferta "Please Hello" al Japó i és seguit per un ambaixador britànic gilbertià, un holandès que balla els esclops, un rus ombrívol i un francès atrevit, tots competint per accedir als mercats del Japó. Amb l'aparició d'aquest nou grup d'occidentals, la facció dels Senyors del Sud es torna inquieta. Envien un regal amb càrrega política a l'Emperador, un narrador de històries que explica una història viva i al·legòrica d'un jove emperador valent que s'allibera del seu covard Shogun.
Passen quinze anys quan Kayama i Manjiro es vesteixen per prendre el te. Mentre Manjiro continua vestint-se amb les túnices tradicionals per a la cerimònia del te, Kayama va adoptant gradualment les maneres, la cultura i la vestimenta dels nouvinguts, mostrant amb orgull un nou rellotge de butxaca, un abric tallat i un bombí ("A Bowler Hat"). Tot i que Kayama, tal com afirma en els seus informes al Shogun, aconsegueix arribar a un "enteniment" amb els comerciants i diplomàtics occidentals, les tensions abunden entre els japonesos i els "bàrbars". Tres mariners britànics a terra marxen confonen la filla d'un samurai amb una geisha ("Pretty Lady"). Encara que el seu enfocament és inicialment suau, creixen més persistents fins al punt que li ofereixen diners; la nena clama ajuda i el seu pare mata un dels mariners confosos. Kayama i Abe viatgen a la cort de l'emperador discutint la situació. Mentre es troba a la carretera, el seu grup és atacat per assassins encapçalats enviats pels Lords del Sud i Abe és assassinat. Kayama s'horroritza al descobrir que un dels assassins és el seu antic amic, Manjiro; lluiten i Kayama és assassinat.
En l'agitació que se segueix, l'emperador titella s'apodera del poder real i promet que el Japó es modernitzarà. A mesura que el país passa d'una innovació a la següent ("Next!"), les robes imperials s'eliminen capa per capa per mostrar el recitador amb un vestit modern. El Japó contemporani -el país de Toyota, Seiko, la contaminació de l'aire i l'aigua i la dominació del mercat- es reuneix al seu voltant i els seus èxits són exaltats. "Nippon. El Regne Flotant. Hi va haver un temps en què els estrangers no eren benvinguts aquí. Però això va ser fa molt...", diu el Recitador. "Benvingut al Japó".

## Repartiments

### Repartiment original de Broadway
- Mako — Reciter, Shogun, Jonathan Goble, Emperor Meiji
- Soon-Tek Oh — Tamate, Samurai, Storyteller, Swordsman
- Isao Sato — Kayama
- Yuki Shimoda — Lord Abe
- Sab Shimono — Manjiro
- Ernest Abuba — Samurai, Adams, Noble
- James Dybas — Councillor, Old Man, French Admiral
- Timm Fujii — Son, Priest, Kanagawa Girl, Noble, British Sailor
- Haruki Fujimoto — Servant,  Commodore Matthew Calbraith Perry
- Larry Hama — Williams, Lord of the South, Gangster[3]
- Ernest Harada — Physician, Madam, British Admiral
- Alvin Ing — Shogun's Mother, Observer, Merchant, American Admiral
- Patrick Kinser-Lau — Shogun's Companion, Kanagawa Girl, Dutch Admiral, British Sailor
- Jae Woo Lee — Fisherman, Sumo Wrestler, Lord of the South
- Freddy Mao — Councillor, Samurai's Daughter
- Tom Matsusaka — Imperial Priest
- Freda Foh Shen — Shogun's Wife
- Mark Hsu Syers — Samurai, Thief, Soothsayer, Warrior, Russian Admiral, British Sailor
- Ricardo Tobia — Observer
- Gedde Watanabe — Priest, Kanagawa Girl, The Boy
- Conrad Yama — Grandmother, Sumo Wrestler, Japanese Merchant
- Fusako Yoshida — Shamisen accompaniment

Proscenium Servants, Sailors and Townspeople:
Kenneth S. Eiland, Timm Fujili, Joey Ginza, Patrick Kinser-Lau, Diane Lam, Tony Marinyo, Kevin Maung, Kim Miyori, Dingo Secretario, Freda Foh Shen, Mark Hsu Seyers, Gedde Watanabe, Leslie Watanabe, Ricardo Tobia

### Revival a Broadway del 2004
- BD Wong - Reciter
- Evan D'Angeles - Observer, Warrior, Officer, British Admiral
- Joseph Anthony Foronda - Thief, Soothsayer, Samurai, Storyteller
- Yoko Fumoto - Tamate
- Alvin Ing - Shogun's Mother, Old Man
- Fred Isozaki - Noble
- Francis Jue - Madam, Dutch Admiral
- Darren Lee - American Admiral, Sailor, Officer
- Hoon Lee - Sailor, Merchant, Commodore Matthew Calbraith Perry, Lord of the South
- Michael K. Lee - Kayama
- Ming Lee - Councilor, Priest, Emperor Priest
- Telly Leung - Boy, Observer, Sailor, Shogun's Companion, Noble
- Paolo Montalban - Manjiro
- Alan Muraoka - Councilor, Grandmother (Muraoka also understudied the Dutch Admiral and performs the role in the 2004 cast recording)
- Mayumi Omagari - Kanagawa Girl, Daughter
- Daniel Jay Park - Priest, Kanagawa Girl, French Admiral
- Hazel Anne Raymundo - Shogun's Wife, Kanagawa Girl
- Sab Shimono - Lord Abe
- Yuka Takara - Son, Shogun's Wife's Servant, Kanagawa Girl
- Scott Watanabe - Fisherman, Russian Admiral, Older Swordsman, Physician, Samurai Bodyguard

### Revival a l'Off-Broadway del 2017
- George Takei - Reciter
- Karl Josef Co - Fisherman, American Admiral, First Sailor
- Steven Eng - Kayama
- Megan Masako Haley - Tamate
- Ann Harada - Madam, French Admiral
- Austin Ku - Boy, British Admiral, Third Sailor
- Kelvin Moon Loh - Warrior, Russian Admiral, Second Sailor
- Orville Mendoza - Manjiro
- Marc Oka - Thief, Dutch Admiral
- Thom Sesma - Lord Abe, Old Man

## Números musicals
| Act One - Prologue — Orchestra - The Advantages of Floating in the Middle of the Sea — Reciter i Companyia - There Is No Other Way — Tamate, Observers - Four Black Dragons — Fisherman, Thief, Reciter, Townspeople - Chrysanthemum Tea — Shogun, Shogun's Mother, Shogun's Wife, Soothsayer, Priests, Shogun's Companion, Physician, Sumo Wrestlers - Poems — Kayama, Manjiro - Welcome to Kanagawa — Madam i Noies - March to the Treaty House — Orquesta - Someone in a Tree — Old Man, Reciter, Boy, Warrior - Lion Dance — Commodore Perry | Act Two - Please Hello — Abe, Reciter, American, British, Dutch, Russian and French Admirals - A Bowler Hat — Kayama - Pretty Lady — Three British Sailors - Next — Reciter i Companyia |

## Resposta crítica i anàlisi
"Someone in a Tree", on dos testimonis descriuen les negociacions entre japonesos i nord-americans, és la cançó preferida de Sondheim de tot el que ha escrit. "A Bowler Hat" presenta el tema de l'espectacle, a mesura que un samurai es va occidentalitzant gradualment a mesura que va adoptant progressivament els hàbits i les afectacions dels estrangers que ha de supervisar. "Pretty Lady" és un trio contrapuntístic de tres mariners britànics que han confós una noia amb una geisha i estan intentant seduir-la. Aquest és, potser, el punt culminant de la fusió musical de l'espectacle, ja que l'orquestra posa quarts paral·lels descendents i els cantants utilitzen una forma de contrapunt establerta durant el Renaixement occidental; de nou la progressió d'acords és sovint de IV a I, de nou defugint la pentatònica.
La crítica de The New York Times de la producció original de 1976 afirmaba que Les lletres són totalment occidentals i, com és costum amb el Sr. Sondheim, diabòliques, enginyoses i deliciosament intel·ligents. El Sr. Sondheim és l'home més notable del musical de Broadway d'avui, i aquí ho mostra victoriós... La posada en escena del Sr. Prince utilitza tots els trucs familiars de Kabuki (sovint amb veus que xisclen a l'aire com ocells marins solitaris) i estilitzacions amb pantalles i coses, i maquinistes tots emmascarats de negre per fer-los invisibles per al públic. Igual que la coreografia, la direcció està dissenyada per combinar el Kabuki amb formes occidentals... l'intent és tan atrevit i l'assoliment tan fascinant, que els seus errors evidents demanen que els passem per alt. Intenta volar, de vegades només flota, de vegades s'enfonsa, però intenta volar. La música i les lletres són tan boniques i tan ben formades com un bonsai. "Pacific Overtures" és molt, molt diferent
L'article de Walter Kerr al The New York Times sobre la producció original de 1976 deia "Però cap quantitat d'actuació, o d'encant incidental, pot salvar "Pacific Overtures". L'ocasió és essencialment avorrida i immòbil perquè mai hi estem ben col·locats, atrets ni a l'Est ni a l'Oest, sense cap mena de referència emocional o cultural específica". Ruth Mitchell, assistent del Sr. Prince, va dir en una entrevista amb WPIX que el sentiment de no pertinença era intencionat, ja que aquest era el punt de l'espectacle.
Frank Rich, revisant el revival de 1984 per a The New York Times, va afirmar que "l'espectacle intenta un matrimoni irònic de Broadway i modismes orientals en la seva posada en escena, les seves tècniques de narració i, sobretot, en les seves inquietants cançons de Stephen Sondheim. És un matrimoni "de penal", per descomptat, amb resultats molt sofisticats i simplistes, bells i vulgars. Però si Pacific Overtures no serà mai el musical preferit de Sondheim, és una nit molt més contundent i divertida al Promenade que fa vuit anys al Winter Garden...Moltes de les cançons són obretes en si mateixes brillants i autònoms. A "Four Black Dragons" diversos camperols descriuen l'arribada dels vaixells nord-americans amb un pànic creixent, fins que finalment l'esdeveniment de malson sí que sembla ser, com s'afirma, la fi del món. ... "Someone in a Tree", és un Rashomon compacte, i tan bo com qualsevol cosa que hagi escrit el Sr. Sondheim... El triomf de l'acte II, "Bowler Hat", podria ser un conte de V. S. Naipaul musicat i il·lustrat amb japonès de recanvi. pinzellades... "Bowler Hat" ofereix el punt de Pacific Overtures amb tanta habilitat que la resta de l'acte II sembla superflu."
La producció del 2004 no va ser tan ben rebuda. Es va basar en una producció en japonès elogiada per la crítica del director Amon Miyamoto. Ben Brantley, ressenyant per The New York Times va escriure: "Ara Mr. Miyamoto i "Pacific Overtures" han tornat amb un repartiment de parla anglesa, predominantment asiàtic-americà, la qual cosa fa que no siguin necessaris els supertítols que distreuen. Els decorats, el vestuari i el concepte de govern de l'espectacle segueixen sent més o menys els mateixos. Tanmateix, a diferència de la nova producció del Teatre Nacional de Tòquio, que va ser notable per la seva convicció i cohesió, aquesta darrera encarnació de la Roundabout Theatre Company té la qualitat desorientada i desorientada d'algú que pateix un jet lag després d'un vol transpacífic sense dormir. Alguna cosa s'ha perdut definitivament en la retraducció". Sobre el repartiment, Brantley va escriure: "Encara que canten dolçament i somriuen de manera atractiva, sembla que es pregunten: "Què estic fent aquí?"

## Premis i nominacions

### Producció original de Broadway
| Any  | Premi            | Categoria                                   | Nominat          | Resultat  |
| ---- | ---------------- | ------------------------------------------- | ---------------- | --------- |
| 1976 | Premis Tony      | Millor musical                              | Millor musical   | Nominat   |
| 1976 | Premis Tony      | Millor llibret                              | John Weidman     | Nominat   |
| 1976 | Premis Tony      | Millor banda sonora                         | Stephen Sondheim | Nominat   |
| 1976 | Premis Tony      | Millor actor protagonista de musical        | Mako             | Nominat   |
| 1976 | Premis Tony      | Millor actor de repartiment de musical      | Isao Sato        | Nominat   |
| 1976 | Premis Tony      | Millor direcció de musical                  | Harold Prince    | Nominat   |
| 1976 | Premis Tony      | Millor coreografia                          | Patricia Birch   | Nominat   |
| 1976 | Premis Tony      | Millor escenografia                         | Boris Aronson    | Guanyador |
| 1976 | Premis Tony      | Millor vestuari                             | Florence Klotz   | Guanyador |
| 1976 | Premis Tony      | Millor il·luminació                         | Tharon Musser    | Nominat   |
| 1976 | Premi Drama Desk | Musical destacat                            | Musical destacat | Nominat   |
| 1976 | Premi Drama Desk | Llibret destacat d'un musical               | John Weidman     | Nominat   |
| 1976 | Premi Drama Desk | Actor de repartiment destacat en un musical | Haruki Fujimoto  | Nominat   |
| 1976 | Premi Drama Desk | Director destacat d'un musical              | Harold Prince    | Nominat   |
| 1976 | Premi Drama Desk | Coreografia destacada                       | Patricia Birch   | Nominat   |
| 1976 | Premi Drama Desk | Música i lletres excepcionals               | Stephen Sondheim | Nominat   |
| 1976 | Premi Drama Desk | Disseny d'escenografia excepcional          | Boris Aronson    | Guanyador |
| 1976 | Premi Drama Desk | Disseny de vestuari excepcional             | Florence Klotz   | Guanyador |

### Revival del West End 2003
| Any  | Premi                   | Categoria                                             | Nominat           | Resultat  |
| ---- | ----------------------- | ----------------------------------------------------- | ----------------- | --------- |
| 2004 | Premis Laurence Olivier | Producció musical més destacada                       | Pacific Overtures | Guanyador |
| 2004 | Premis Laurence Olivier | Millor Actuació en un Paper de Repartiment de Musical | Richard Henders   | Nominat   |
| 2004 | Premis Laurence Olivier | Millor Actuació en un Paper de Repartiment de Musical | Jérôme Pradon     | Nominat   |
| 2004 | Premis Laurence Olivier | Millor Director                                       | Gary Griffin      | Nominat   |
| 2004 | Premis Laurence Olivier | Millor Coreògraf teatral                              | Karen Bruce       | Guanyador |
| 2004 | Premis Laurence Olivier | Millor Vestuari                                       | Mara Blumenfeld   | Nominat   |
| 2004 | Premis Laurence Olivier | Millor Il·luminació                                   | Hugh Vanstone     | Guanyador |
| 2004 | Premis Laurence Olivier | Millor So                                             | Nick Lidster      | Nominat   |

### Revival de Broadway del 2004
| Any  | Premi       | Categoria                 | Nominat                   | Resultat |
| ---- | ----------- | ------------------------- | ------------------------- | -------- |
| 2005 | Premis Tony | Millor revival de musical | Millor revival de musical | Nominat  |
| 2005 | Premis Tony | Millors orquestracions    | Jonathan Tunick           | Nominat  |
| 2005 | Premis Tony | Millor escenografia       | Rumi Matsui               | Nominat  |
| 2005 | Premis Tony | Millor vestuari           | Junko Koshino             | Nominat  |

### Revival de l'Off-Broadway del 2017
| Any  | Premi                       | Categoria                               | Nominat                       | Resultat |
| ---- | --------------------------- | --------------------------------------- | ----------------------------- | -------- |
| 2018 | Premis Drama Desk           | Revival destacat d'un musical           | Revival destacat d'un musical | Nominat  |
| 2018 | Premis Drama Desk           | Orquestracions destacades               | Jonathan Tunick               | Nominat  |
| 2018 | Premis Drama Desk           | Disseny de so excepcional en un musical | Dan Moses Schreier            | Nominat  |
| 2018 | Premis Outer Critics Circle | Revival destacat d'un musical           | Revival destacat d'un musical | Nominat  |
| 2018 | Premi Drama League          | Revival destacat d'un musical           | Revival destacat d'un musical | Nominat  |
| 2018 | Premi Lucille Lortel        | Millor actor principal en un musical    | Steven Eng                    | Nominat  |
| 2018 | Premi Lucille Lortel        | Millor actor destacat en un musical     | Thom Sesma                    | Nominat  |